# Chim mò sò

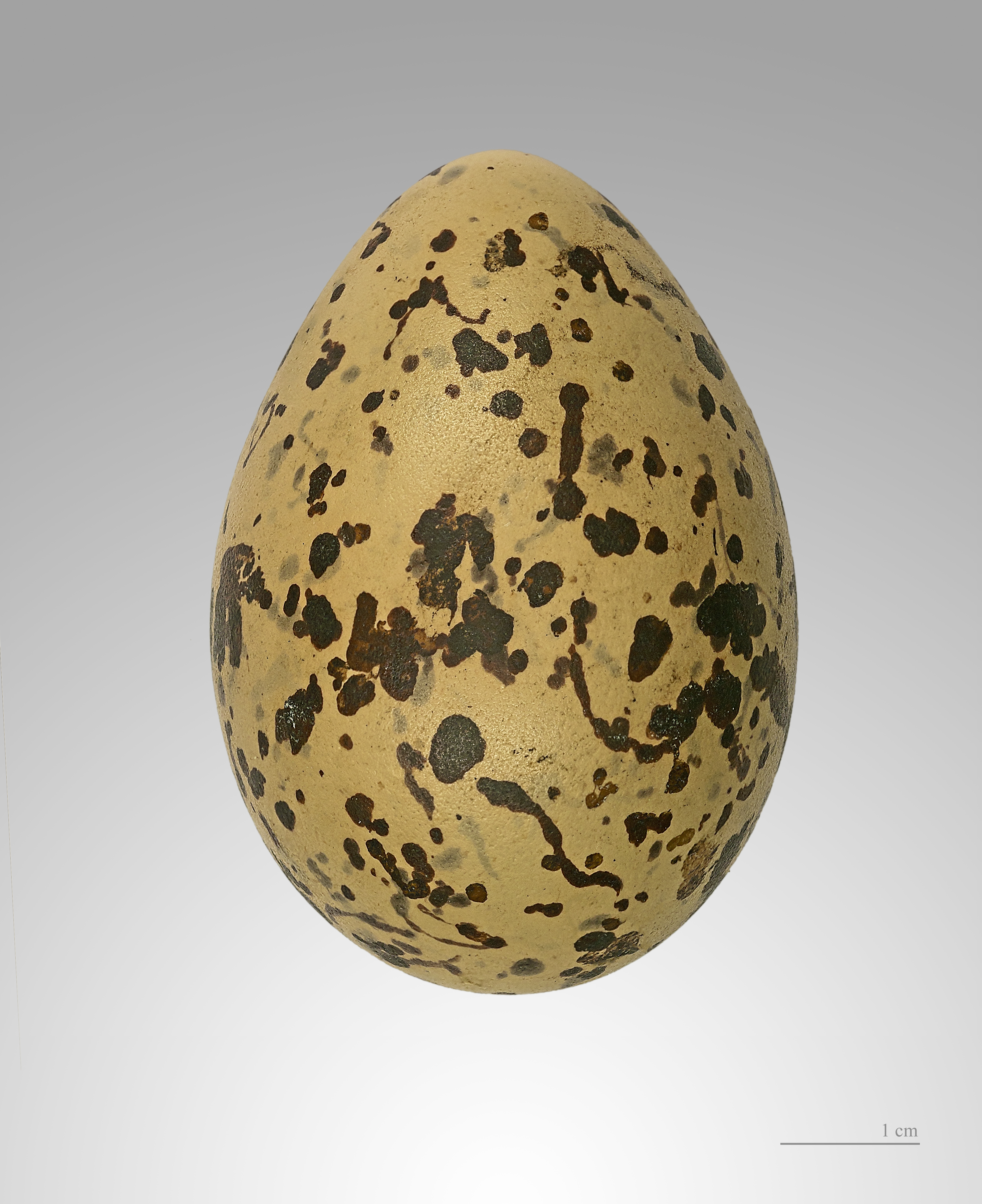
Haematopus ostralegus

Chim mò sò (danh pháp khoa học: Haematopus ostralegus) là một loài chim trong họ Haematopodidae. Đây là loài Haematopus phổ biến nhất, với ba chủng sinh sản ở Tây Âu, trung bộ Á-Âu, Kamchatka, Trung Quốc và bờ biển tây Triều Tiên. Đây là loài chim biểu tượng của quần đảo Faroe nơi nó được gọi là tjaldur. Đây à một trong những loài chim lội nước lớn nhất trong khu vực. Nó dài 40–45 cm (mỏ dài 8–9 cm) với sải cánh dài khoảng 80–85 cm. Chúng là loài chim ồn ào, có bộ lông màu đen và trắng, chân màu đỏ và mỏ rộng mạnh mẽ màu đỏ được sử dụng để đập hoặc nạy vỏ các loài động vật thân mềm mở con ốc hay đào giun dưới đất.